# Eualus horii
Eualus horii is een garnalensoort uit de familie van de Hippolytidae. De wetenschappelijke naam van de soort is voor het eerst geldig gepubliceerd in 2002 door Komai & Hayashi.